# Galerie Kornfeld

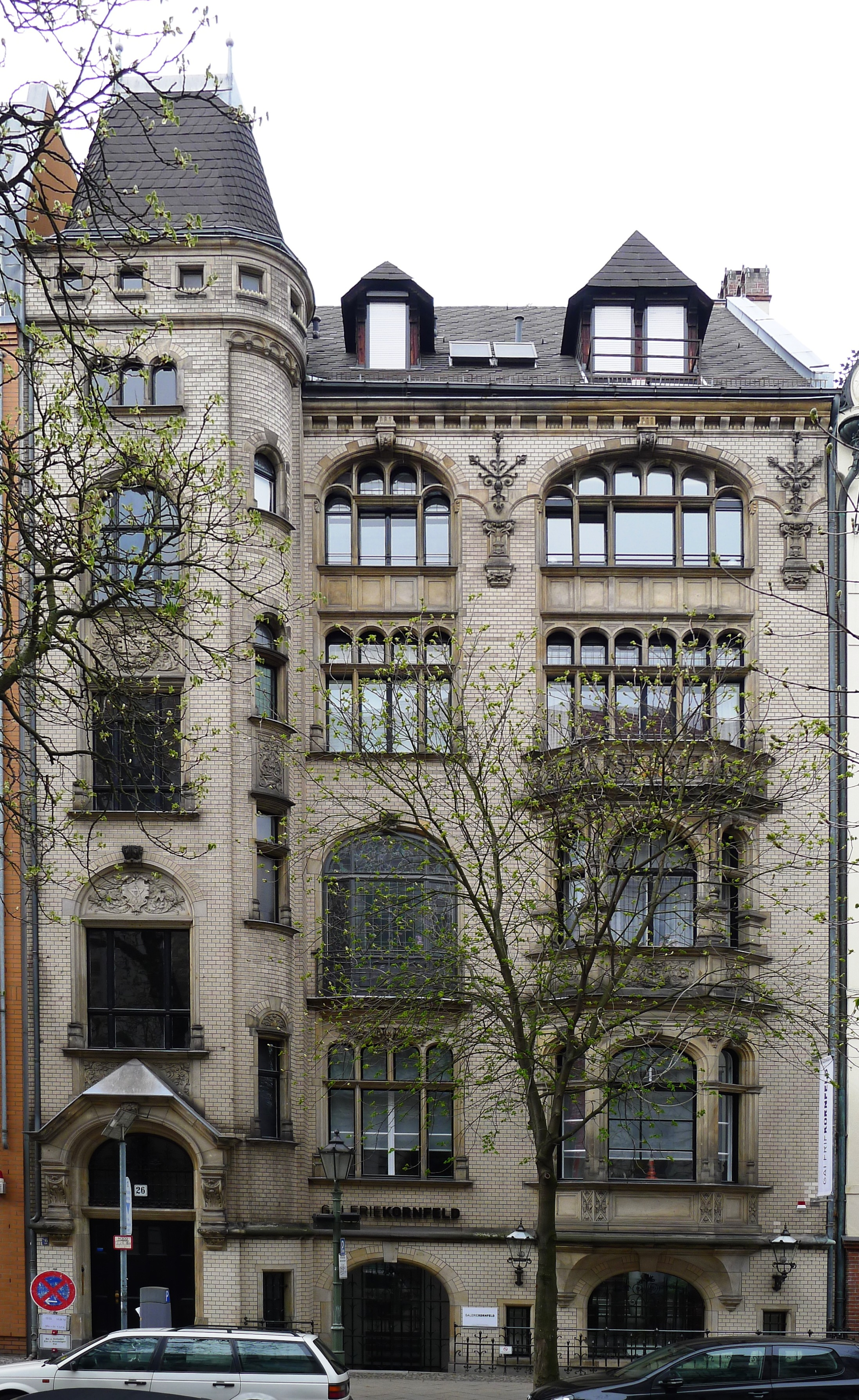
Galerie Kornfeld im Erdgeschoss des Hauses Fasanenstraße 26

Die Galerie Kornfeld ist eine 2011 gegründete Galerie für internationale zeitgenössische Kunst in der Fasanenstraße 26 in Berlin. Seit 2014 bietet der Projektraum 68projects in der Fasanenstraße 68 eine Erweiterung des Galerieprogramms mit kuratierten (Themen-)Ausstellungen.

## Geschichte
Die Galerie Kornfeld wurde 2011 von Alfred Kornfeld und seinen Partnern Mamuka Bliadze und Anne Langmann – aus der Darmstädter Dynastie Merck/Langmann – gegründet. Sie ist Mitglied im Bundesverband Deutscher Galerien und Kunsthändler. Sie ist nicht zu verwechseln mit der Galerie Kornfeld Auktionen in Bern.
Die Galerie befindet sich im Parterre eines 1892 gebauten Atelier- und Wohnhauses in Nachbarschaft zum Wintergartenensemble in Berlin-Charlottenburg. Die umgebaute Galerie bietet in zwei Räumen 160 m² Ausstellungsfläche und einen Garten, der für Skulpturen genutzt wird.
Zu den Künstlern der Galerie gehören Christopher Lehmpfuhl, Hubert Scheibl, Hubertus Hamm, Franziska Klotz, und Tamara Kvesitadze.

## Wirken

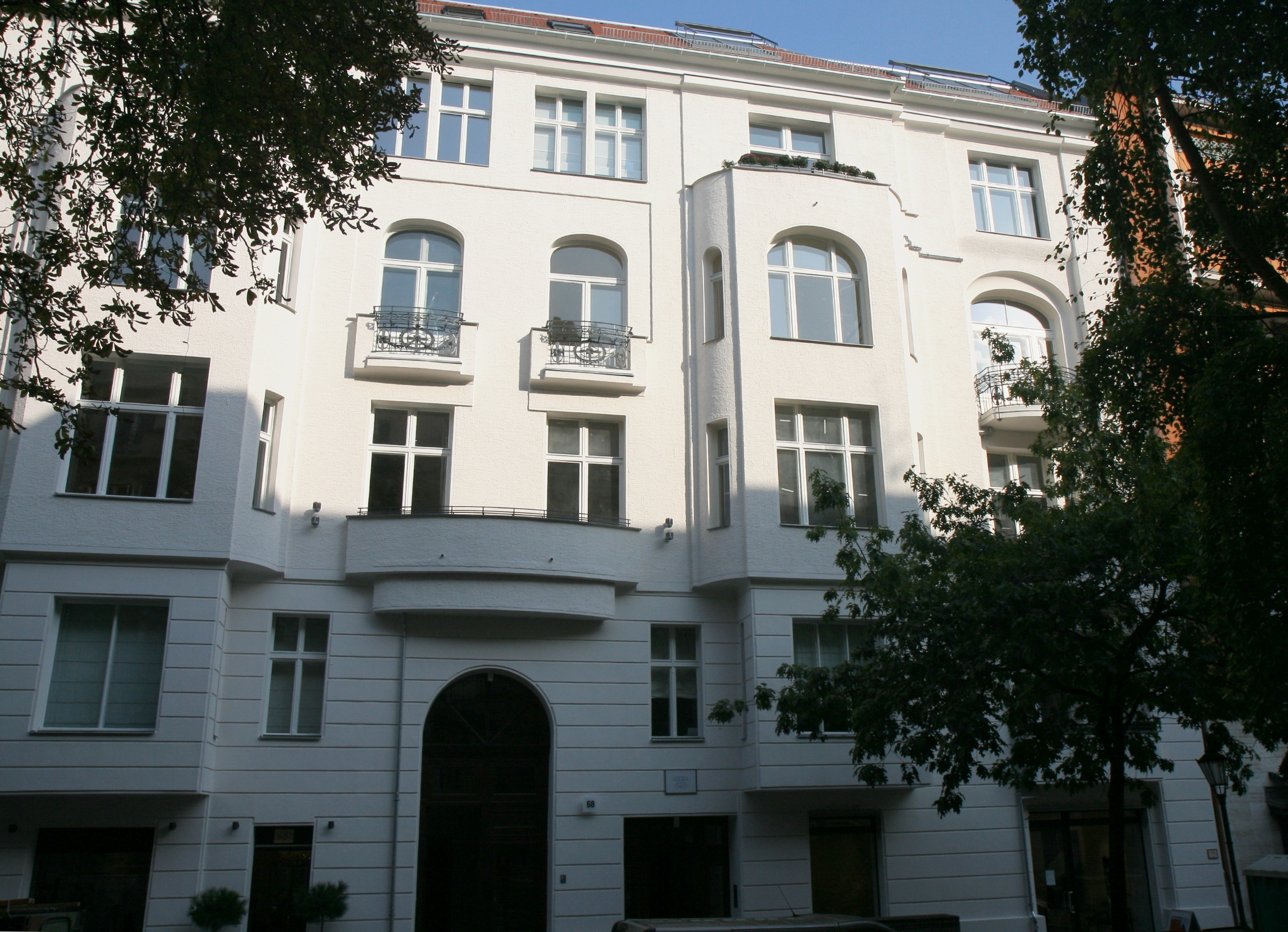
Fasanenstraße 68

Im Sommer 2014 eröffnete die Galerie den Projektraum 68projects in der Fasanenstraße 68 in Berlin-Charlottenburg.
Unter den Künstlern, die in 68projects ausstellten, sind Cristina BanBan, Doron Langberg, Jennifer Packer,  Donald Baechler, Jürgen Klauke. Die Werke, die im Rahmen des  Residence Programm entstanden, werden in Einzel- und Gruppenausstellung in 68projects vorgestellt.